# Yves Marchand
Yves Marchand (...) è un ex bobbista svizzero.

## Biografia
Ai campionati mondiali vinse una medaglia d'argento nel 1974, nel bob a quattro con Hans Candrian, Guido Casty e Gaudenz Beeli.